# Lissochlora liriata
Lissochlora liriata är en fjärilsart som beskrevs av Paul Dognin 1898. Lissochlora liriata ingår i släktet Lissochlora och familjen mätare. Inga underarter finns listade i Catalogue of Life.